# بریسیگلا
بریسیگلا (به ایتالیایی: Brisighella) یک کومونه در ایتالیا است که در استان راونا واقع شده‌است.

## خصوصیات
بریسیگلا ۱۹۴٫۳ کیلومترمربع مساحت و ۷٬۸۰۹ نفر جمعیت دارد و ۱۱۵ متر بالاتر از سطح دریا واقع شده‌است.

## خواهرخوانده
شهر تسوینگنبرگ خواهرخواندهٔ بریسیگلا هست.